# Notochodaeus interruptus
Notochodaeus interruptus är en skalbaggsart som beskrevs av Yoshihiko Kurosawa 1968. Notochodaeus interruptus ingår i släktet Notochodaeus och familjen Ochodaeidae.

## Underarter
Arten delas in i följande underarter:
- N. i. horii
- N. i. kurosawai